# Tony! Toni! Toné!
Tony! Toni! Toné! es un grupo estadounidense de R&B y Soul originario de Oakland, California, que disfrutó de popularidad a fines de la década de 1980 y principios de la década de 1990.

## Historia
El primer álbum de la banda titulado Who?, producido por Denzil Foster y Thomas McElroy, fue publicado en 1988, alcanzando certificación de oro en los Estados Unidos y produciendo una serie de sencillos exitosos, de los cuales el más notable es "Little Walter" que alcanzó el número uno en la lista de popularidad de sencillos negros. 
El éxito de la banda continúo con el lanzamiento de su segundo disco titulado The Revival que recibió certificación de platino y produjo, al igual que su predecesor, una retahíla de sencillos exitosos, tales como "It Never Rains (In Southern California)", "Feels Good", "The Blues", y "Whatever You Want"; todos los cuales alcanzaron el número uno el la lista de popularidad R&B. Asimismo, la banda conoció su primer éxito pop con "Feels Good" que llegó al top 10 en la lista de popularidad Billboard Hot 100 y recibió certificación de oro. 
A mediados de 1993, la banda publicó su tercer álbum de estudio titulado Sons of Souls, que conoció aún más éxito comercial que sus antecesores, al recibir doble certificación de platino. 
La popularidad de la banda decreció con el lanzamiento de su cuarto y final disco House of Music, que solo produjo un par de sencillos exitosos. Aun así, alcanzó certificación de platino.
- Datos: Q420023